# Cirrophorus brunneus
Cirrophorus brunneus är en ringmaskart som beskrevs av Hartmann-Schröder och Rosenfeldt 1988. Cirrophorus brunneus ingår i släktet Cirrophorus och familjen Paraonidae. Inga underarter finns listade i Catalogue of Life.